# わいた温泉郷
わいた温泉郷 （わいたせんきょう）は、熊本県阿蘇郡小国町にある温泉の総称（温泉郷）である。涌蓋山の麓に広がっている。

## 郷内の温泉
各温泉地の施設はコイン式の貸切風呂を完備している。
- 峐（はげ）の湯温泉
  - 数軒の旅館と一軒の共同浴場、日帰り温泉施設が存在する。
- 岳の湯温泉
  - 一軒宿。
- 鈴ヶ谷温泉
  - 豆腐店が運営する一軒宿。
- 地獄谷温泉
  - 一軒宿。
- 麻生釣温泉
  - 一軒宿。
- 山川温泉
  - 数軒の旅館と一軒の共同浴場が存在する。
- 守護陣温泉
  - 一軒宿。

## アクセス
- 車 : 福岡・長崎方面から大分自動車道日田ICから国道212号線を阿蘇方面へ約40分。